# Sierra Mazateca
Sierra Mazateca o Sierra de Huautla és una formació muntanyosa que forma part de Sierra Madre de Oaxaca, situada al nord de l'estat mexicà d'Oaxaca. En aquesta serra es poden trobar elevacions com el Cerro de Los Frailes o com la Cumbre de Ixcatlán, que respectivament fan 2.750 i 2.680 metres per sobre del nivell del mar. En aquesta regió altament muntanyosa es troba gran diversitat d'ecosistemes. Hi ha matolls i selves seques a altures de 1000m. Al voltant dels 2000m. s'ubiquen alzinars secs de poca alçada. Per damunt d'aquests boscos, es troben alzines que viuen en condicions d'alta humitat amb una gran varietat d'epífites. A l'interior del bosc són comuns les plantes epífites, molses, líquens, bromèlies, orquídies i les singulars falgueres arborescents.
Per sota dels 1000 m d'altitud al vessant oriental se situen les selves humides. Els arbres arriben a mesurar més de 60 metres d'altura i mantenen tota una comunitat d'altres plantes sobre d'ells incloent-hi lianes, enfiladisses, bromèlies i orquídies. La fauna de la regió és extremadament diversa degut a la gran varietat d'hàbitats. Es troben des d'espècies tropicals com el tapir, el mazama centreamericà, el jaguar, micos, diverses espècies de periquitos i tucans, fins a espècies de zones temperades com el puma, el cérvol de Virgínia, la llúdriga de riu, i algunes aus endèmiques com la garsa nana, entre d'altres.
Els escorriments d'aquestes muntanyes tant per l'orient com per l'occident formen un dels rius més importants del país: el Papaloapan.
La serra està poblada principalment per indígenes mazateques.

## Reserva de la Biosferad'Huautla
La Reserva de la Biosfera d'Huautla, declarada així el 1999, posseeix una superfície total de 59.030 hectàrees, el que la converteix en una de les àrees protegides més extenses de Mèxic, a més de ser l'única situada a la Conca del riu Balsas. A Morelos es localitza principalment en part dels municipis de Tepalcingo, Tlaquiltenango, Puente de Ixtla, Jojutla, Ayala i a Sierra Madre de Oaxaca. La seva vegetació predominant és la selva baixa caducifolia i és una de les àrees més importants pel que fa a la riquesa i el nombre d'espècies florístiques i faunístiques endèmiques de Mèxic. Entre les espècies animals més notables es troba la Marmosa grisosa (únic marsupial endèmic de Mèxic).